# Kāyastha

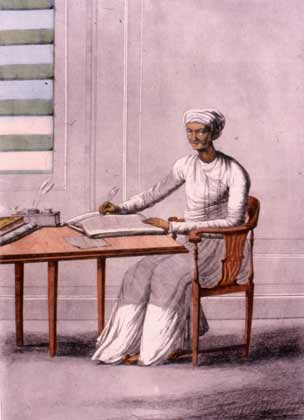
Illustrazione di un kāyastha (1813).

Il sostantivo maschile sanscrito kāyastha (devanāgarī: कायस्थ; sostantivo femminile kāyasthā; lett. "casta dei kāyath", "casta degli scribi") indica in quella lingua i componenti di una particolare sotto casta (upajāti o anche jāti) degli hindū, i cui genitori sono uniti per mezzo di un matrimonio considerato anuloma (lett. "a pelo"), ovvero appartengono a differenti caste dove il padre è di casta (varṇa) kṣatriya mentre la madre è di casta śūdra. 
I kāyastha, presenti soprattutto nelle regioni del Bengala meridionale, hanno svolto per lungo tempo l'attività di "scrivani", di "esattori", di "funzionari amministrativi", presso le corti; oggi svolgono per lo più l'attività di mercanti.